# Sly 3: Honor Among Thieves
Sly 3: Honor Among Thieves é um Jogo de videogame do gênero plataforma desenvolvido pela Sucker Punch Productions para o PlayStation 2 em 2005. É o terceiro jogo da série Sly Cooper. Sly tem estágios 3-D opcionais e ele vem com um par de especialmente concebidos óculos 3-D dentro do manual.

## História

### Introdução
A história começa com Sly e Bentley tentando abrir a Cooper Vault, na Kaine Island, com a ajuda de amigos não revelados no começo, com os aliados sendo mostrados no decorrer do Jogo. Mas infelizmente, eles são impedidos de entrar na Cooper Vault pelo Dr. M, um malvado mandril ex-membro da antiga Cooper Gang que roubou a ilha da família Cooper.
Então, Sly e Bentley, cruzam a ilha para escapar, mas um monstro gigante controlado por dr M, captura Bentley, que diz para Sly ir embora,  se salvar e o deixá-lo. Mas Sly arremessa sua arma na boca do monstro, que solta Bentley e o captura. Enquanto o monstro vai levando sua mão onde está segurando Sly para perto de sua boca com a intenção de devorá-lo, passa-se um flashback, com Sly pensando na sua e no que passou para chegar ali, iniciando o jogo.
É revelado que o Doutor M, havia matado o pai de Sly para obter a riqueza acumulada do Clã Cooper, arrecadado ao longo de milhares de anos. Doctor M. havia construído uma fortaleza na ilha na tentativa de achar a riqueza do cofre. Sly percebeu que precisava juntar aliados qualificados para passar pela segurança da extensa da ilha de Doutor M.
O membro do trio e amigo de Sly e Bentley, Murray deixou a equipa devido ao fato de se achar culpado por Bentley ter ficado paraplégico (na última parte do Sly 2). Sly e Bentley descobrem que Murray está em Veneza, na Itália, e vão para lá com o objetivo de encontrar Murray e o convence-lo a voltar ao grupo.

### An Opera of Fear
Chegando em Veneza, o alvo é Octávio, um cantor de ópera enfurecido por ver os recitais serem caírem no esquecimento, e as bandas de rock tomarem seu lugar. Com isso, aliou-se com mafiosos que o abraçaram em sua causa, e passaram-se a ajudar, com Octávio tornando-se o "Don" ou líder do grupo.
Primeiramente, Sly entra na delegacia da cidade para ver localiza Murray ou se ele está preso. Ao entrar pelo sistema de ventilação, Sly sai perto de uma cela, na qual há alguém lá dentro. Sly chama o nome de Murray, mas quem está lá é Dimitri, antigo membro da Klaww Gang que havia sido derrotado por Sky. Depois de discutirem, e Dimitri ameacar alertar a polícia, Sly o convence e Dimitri concorda em ajudá-lo. Sly  então, recupera a chave da cela de prisão estão com Carmelita Fox, para soltá-lo da cela. Depois de ser perseguido por Veneza pela Inspetora Carmelita, Murray aparece e o ajuda a escapar. Sly então conversa com Murray, que diz foi para Austrália para treinar o seu Espírito Interior com uma figura conhecida como o Guru, a  fim de se tornar mais Pacífico. Após pedido de Sly para Murray retorna ao grupo, ele se recusa, dizendo que só volta quando terminar a missão dada por Guru. A missão era purificar os canais fluviais de Veneza, já que foram poluídos com petróleo por Octávio, com o objetivo de forçar e obrigar a cidade, aclamar a ópera novamente. Sly e Bentley acabam entrando nessa para ajudá-lo.
Depois de mais alguns trabalhos, eles conseguem acabar com a poluição da água, despertando a fúria de Octávio. Eles então vão para o centro de Veneza para derrotar Octávio, mas antes da luta começar, Octávio fere Bentley, despertando a fúria de Murray, que após o amigo pedir ajuda, abandona o treinamento e batalha com Octavio, derrotando-o. Octavio é preso, e Murray volta a equipe.

### Rumble Down Under
Depois do retorno de Murray ao grupo, eles decidem ir a Yuendumu, no norte da Austrália, para Murray encontrar Guru e dizer sua decisão pessoalmente, mas a área foi tomada por mineradores, a fim de fazer extrações na terra. Depois alguns trabalhos e Murray se desesperar ao não encontrar Guru, Eles descobrem que o Guru está preso e se recusa a deixar sua cela, enquanto estiver sem sua pedra lunar e seu bastão. Depois de Sly encontrá-los nas minas do subsolo, Bentley o devolve para o Guru, que fica grato e concorda em se juntar à equipe, com a condição do trio o ajudarem a expulsarem os mineradores de sua terra. Mas para isso, eles têm de destruir a Máscara da Terra Escura (Mask of Dark Earth), uma máscara demoníaca que faz com que seu portador vire um gigante e escravo, controlando sua mente. Quando a gangue está perto de resolver os problemas e derrotar a máscara,  ela se apodera de Carmelita, e a faz ficar enorme, com a voz grave e forte, sendo impossível derrota-lá sem destruir Yuendemu. Então, a Cooper gang sai da área vegetal da cidade e vai para sua área mineral. Sly escala Carmelita para cortar as cordas que prendem a máscara ao seu rosto. Sly consegue, e a máscara é abatida por mercenário e ao cumprir o objetivo Guru se junta à Cooper Gang. Ajudam Carmelita e antes de irem embora, Sly acha uma câmera, na qual ele e sua gang, tiram várias fotos. E quando estão indo embora, deixa seu emblema, que é sua marca, ao lado de Carmelita, que fica.

### Flight of Fancy
Na necessidade de conhecer a mulher com se comunicavam online, uma camundongo holandesa chamada Penelope, a Cooper Gang viaja para Kinderdijk, Holanda, Países Baixos, onde eles ouvem falar de Barão Negro (Black Baron), um aviador que nunca foi vencido e que ganhava todos os anos o combate de aviação.
A fim de ganharem do Barão, a gangue entra na competição. Alugam um quarto no hotel de aviadores e a fim de conhecer o ambiente, Sky se disfarça de aviador e encontra Dimitri, que após uma conversa, concorda dizer onde encontrar a lista de concorrentes, dizendo a Sly que estaria devendo um favor a ele . Quando Muggshot, antigo inimigo de Sly (em Sly Cooper and the Thevius Raccoonus, quando fazia parte do Fiendish Five) seria um dos rivais da competição, Bentley surge com um plano de fazê-lo voltar para a cadeia para eliminar, que é bem sucedido após Carmelita capturá-lo, após ela falhar em prender Sly. Depois dos planos  correrem como o previsto, Sly passa para a final da competição ACES, contra o Barão Negro em seu biplano, que abandona-o ao ver que vai cai, e vai para o seu outro avião. Sly então usa o paquedas e vai atrás do Barão, e os 2 lutam na asa de seu avião. Quando o barão é derrotado, é revelado que ele na verdade era um fantasia de Penelope e então, Sly ganha a competição. Penelope diz que a razão de ser o Barão Negro era que ela era muito jovem para entrar na competição, e por isso forjou a identidade. Após o ocorrido, Penelope se junta a gangue e Bentley se apaixona por ela, e diz ter conhecido a mulher de seus sonhos.

### A Cold Alliance
A próxima parada é na China. Primeiramente, vao às montanhas de Kun Lun, a fim de encontrar Panda King, um velho conhecido de Sly. Sly reluta se realmente precisam que ele se junte a equipe, pelo fato de Panda King ter sido membro do Fiendish Five, grupo que matou seu pai (história do Sly Cooper and the Thievius Raccoonus), mas Bentley argumenta que Panda mudou e agora é um monge que medita na montanha. O grupo o encontra meditando, após tentar fazer contato chamando-o e não obtendo sucesso, o grupo então bola um plano e se aproxima de Panda, e ao ficarem frente a frente, Panada ainda continua em estado de meditação. Guru usa então seu poder místico e  faz uma ligação mental entre Sly e Panda, com Sly voltando no tempo, parando na luta entre os 2 no passado. Os 2 se entendem e se perdoam, mas Panda diz que se junta ao grupo só com uma condição: se a gang o ajudasse a resgatar sua filha, Jing King, do maldoso General Tsao, que a sequestrou e estaria forçando-a à se casar com ele.
Os planos começam e Murray localiza a antiga  van da equipe, que estava congelada no mar da China, depois de o trio tê-la perdida após uma enchente ocorrida no Canadá (acontecimentos do Sly 2). Tsao acha o esconderijo do grupo e rouba o laptop de Bentley, que é recuperado por Sky após uma luta na floresta secreta da família de Tsao. Depois de finalmente resgatar Jing King, Tsao é preso por Carmelita, após a mesma tomar o lugar de Jing King, pensando que capturaria Sly Cooper. Após o ajudarem, Panda King entra para a gangue.

### Dead Man Tell No Tales
Após o sucesso na China, Dimitri manda um e-mail para Sly, lembrando-o do favor que ele devia. Com isso Dimitri, compra passagens para cada da gang em um cruzeiro, com destino a uma ilha chamada "Blood Bath Bay", no mar do Caribe.
Dimitri disse ao grupo que seu avô, Reme Lousteau, deixou para ele seu equipamento de mergulho e tesouro como herança, mas que havia sido oubado por Pete Mancha Negra, um pirata. Eles então vão à ilha para recuperá-lo mas precisariam encontrar o mapa dos tesouros do avô de Dimitri, que foran roubados pelo capitão LeFwee, outro pirata perigoso, que também era conhecido como o homem mais inteligente dos sete mares.
Depois de fazer alguns trabalhos, eles partem para encontrar o tesouro de Reme Lousteau, mas assim que Sly encontra o tesouro, eles são confrontados por LeFwee, que sequestra Penelope e rouba o tesouro. No entanto, Dimitri fica com seu equipamento de mergulho. Depois de cumprir alguns trabalho no mar, eles acaham e confrontam LeFwee, Bentley tenta vencê-lo, mas é ferido durante a luta e Penelope para salva-lo, batalha contra LeFwee usando uma espada. O duelo termina com Penelope derrotando o capitão e com ele caindo no mar, sendo comido por tubarões. Dimitri no final, se junta à equipe, e Bentley e Penelope se tornam um casal.

### Honor Among Thieves
Depois da Cooper Gang estar completa para o serviço, o jogo volta para ponto que parou antes do flashback. Adentram ao cofre somente Sly, Bentley e Murray. Sly passa por várias áreas  cheias de armadilhas, onde cada parte contém objetos de seus antepassados, com fotos de seus rostos. Quando Sly achou a foto de seu pai, estava rasgada e apenas visível da barriga para baixo. Sly então percebeu que seu pai tinha construído um cofre usado para guardar apenas as riquezas dos Cooper. Depois cruzar o cofre de sua família, Sly encontra com vilão final, Dr.M e começam uma luta. Enquanto os 2 lutam, Carmelita aparec, e quase é morta por um tiro de Dr M, mas Sly pula na frente e o tiro acerta em cheio, que é ferido violentamente e perde a memória. Carmelita mata o Dr M e quando Sky acorda, mente para ele, dizendo-lhe que é um agente da polícia e seu parceiro. No final, Sly e Carmelita namoram, se encerrando o jogo.

## Jogabilidade
- Há no total 6 fases no jogo. O interessante é a jogabilidade, diferente Sly 2: Band of Thieves, você pode jogar com, além dos 3 trio principal: Penelope (não com a personagem em si, mais com seu carrinho de controle remoto e seu mini-avião) com o Guru, Panda King e com Dimitri (através de sua roupa aquática). Observável também, que ao contrário do Jogo anterior, as operações são realizadas com Sly. No jogo anterior, as operações se dividiam entre os 3 protagonistas.[2]
- Há novos poderes no jogo que somente ps 3 personagens principais podem ter. Além de fantasias de disfarce.
- Sly ganha novos poderes, tendo por exemplo as botas com foguete para se deslocar rapidamente ou as bombas de fumaça para confundir os inimigos. Bentley, como está usando cadeira de rodas, já vem com elas com foguetes, que você dar um salto duplo. Ao adicionar o foguete triplo, você passar a pular mais alto, além de plainar se segurar o botão X. Também há o "Grapple Cam", que é uma câmera que solta um corda, na qual você pode se movimentar usando ela. Os de Murray, é destacável o "Aboriginal Ball Form", que Murray vira uma bola e derruba inimigos facilmente, além de saltar à alturas grandes.